# فيروس أكادو
فيروس أكادو (بالإنجليزية: Acado virus)‏ هو نمط مصلي فيروسي ضمن جنس الفيروس الوقبي.